# ロシアの連邦市
ロシアの連邦市は、ロシアの連邦構成主体の一つ。周囲の州から独立して単独で連邦構成主体を構成しロシア連邦政府の直轄下にある。

## 概要
ロシア連邦は85の連邦構成主体に分かれるが、そのうち3つは連邦市（連邦直轄市、ロシア語: Город федерального значения, 英語: federal city）を称する。
首都モスクワとサンクトペテルブルクの二大都市とクリミア半島の軍港都市セヴァストポリが連邦市とされ、周囲のモスクワ州、レニングラード州、クリミア共和国から独立した連邦構成主体になっている。なおモスクワとサンクトペテルブルクは周囲を占める州の州都でもある（クリミア半島の行政府は、ロシア帝国統治下のタヴリダ県時代から一貫してシンフェロポリに置かれている）。またセヴァストポリに関しては元々ウクライナの特別市であったが、2014年のロシアによるクリミア・セヴァストポリの編入後に連邦市となったもので、この編入は国際的に認められておらず、その地位は係争中である。
ロシア連邦政府の直轄を受ける都市には、この3都市のほかには、宇宙開発上重要なカザフスタンのバイコヌールがある。
連邦市は他の都市とは違い、異なった地方自治のシステムを持つ。市の下には行政区があり、さらにその下は市内地区（Внутригородские территории городов）という自治体が形成されている。モスクワには125、サンクトペテルブルクには111の市内地区があり、住民による選挙を通じて近隣行政を行っている。

## 一覧
| 地図上の数字 # | コード | ISOコード | 都市名               | 都市旗 | 紋章 | 連邦管区     | 経済地区             | 面積 (km²) !! 人口 (2002年) |                  |
| -------------- | ------ | --------- | -------------------- | ------ | ---- | ------------ | -------------------- | --------------------------- | ---------------- |
| 1              | 77     | MOW       | モスクワ             |        |      | 中央連邦管区 | 中央経済地区         | 1,100                       | 10,382,754       |
| 2              | 78     | SPE       | サンクトペテルブルク |        |      | 北西連邦管区 | 北西経済地区         | 1,439                       | 4,662,547        |
| 3              | 92     | (なし)    | セヴァストポリ       |        |      | 南部連邦管区 | 北カフカース経済地区 | 1,079                       | 344,479 (2013年) |